# Hebius inas
Espèce
Synonymes
- Tropidonotus inas Laidlaw, 1901
- Natrix inas (Laidlaw, 1901)
- Amphiesma inas (Laidlaw, 1901)

Statut de conservation UICN

 LC  : Préoccupation mineure
Hebius inas est une espèce de serpents de la famille des Natricidae.

## Répartition
Cette espèce se rencontre entre 1 000 et 1 500 m d'altitude :
- en Malaisie péninsulaire ;
- en Indonésie sur l'île de Sumatra.

## Description
L'holotype de Hebius inas mesure 397 mm dont 125 mm pour la queue. Cette espèce a la face dorsale brun noirâtre et présente une ligne de points jaunes mal définis de chaque côté du dos. Sa face ventrale est blanche, chaque écaille étant marquée d'un tache noire sur son bord externe.

## Étymologie
Son nom d'espèce lui a été donné en référence au lieu de sa découverte, le mont Inas dans l’État de Perak en Malaisie péninsulaire.

## Publication originale
- Laidlaw, 1901 : List of a Collection of Snakes, Crocodiles, and Chelonians from the Malay Peninsula, made by members of the Skeat Expedition, 1899-1900. Proceedings of the Zoological Society of London, vol. 1901, p. 575-583 (texte intégral).